# Salón conmemorativo de la Independencia
El Salón conmemorativo de la Independencia es un monumento nacional en Sri Lanka construido para conmemorar la independencia de ese país del dominio británico con el establecimiento de Dominio de Ceilán, el 4 de febrero de 1948. Se encuentra ubicado en la Plaza de la Independencia (formalmente plaza Torrington) en los Jardines Cinnamon, de la ciudad de Colombo. También alberga el museo conmemorativo de la Independencia.
El monumento fue construido en el lugar donde se produjo el acto protocolario que marca el inicio de la autonomía, con la apertura del primer parlamento por parte del Príncipe Enrique, duque de Gloucester que se produjo en un podio especial el 4 de febrero de 1948.